# Patorrillo
El Patorrillo es un plato típico de la cocina de La Rioja, Navarra y Extremadura realizado con tripas de cordero. Su elaboración es laboriosa, por lo que no aparece en muchas cartas de restaurantes.

## Características
Las tripas se lavan primeramente con agua corriente fría, luego se frotan con sal gorda y vinagre, para ser lavadas por última vez. Ya limpias, se enrollan en patitas de cordero, formando una especie de madejas. De esta forma se cuecen y posteriormente se le añade la salsa que habitualmente lleva cebolla, ajo, tocino y chorizo. Suele comerse picante.